# The Official Music of "Weird Al" Yankovic
The Official Music of "Weird Al" Yankovic è una raccolta giapponese delle canzoni del cantante statunitense "Weird Al" Yankovic.

## Tracce
1. Eat It - 3:19
2. Midnight Star - 4:33
3. The Check's in the Mail - 3:12
4. Buckingham Blues - 3:11
5. Nature Trail to Hell - 5:55
6. Eat It (senza il testo) - 3:19
7. I'll Be Mellow When I'm Dead - 3:39
8. Buy Me a Condo - 3:52
9. Mr. Frump in the Iron Lung - 1:55
10. I Lost on Jeopardy (versione estesa) - 5:31

## Musicisti
- "Weird Al" Yankovic - fisarmonica, tastiera, cantante
- Jim West - chitarra, mandolino
- Steve Jay - basso, banjo
- Jon "Bermuda" Schwartz - batteria, percussioni